# Ieva Budraitė

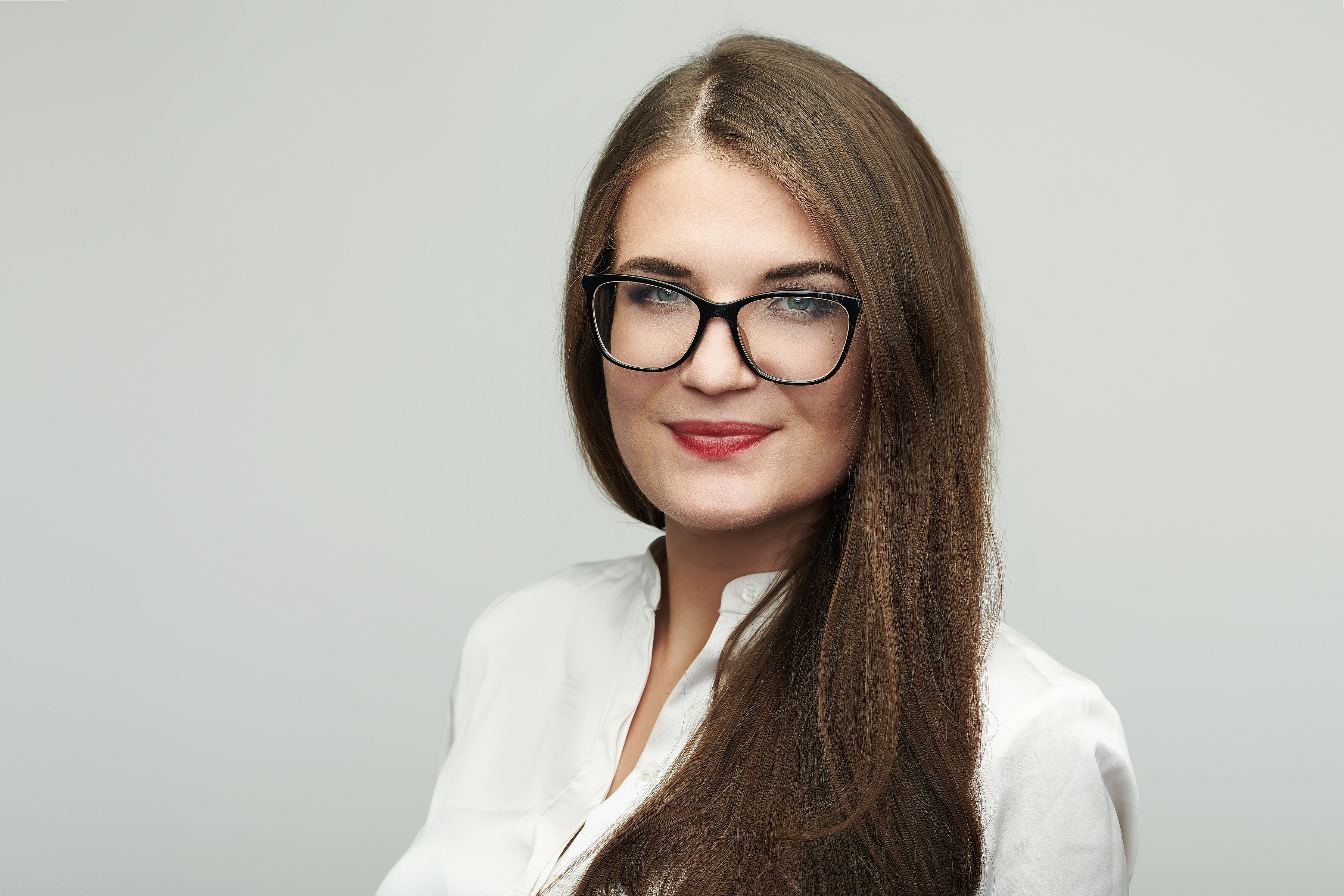
Ieva Budraitė

Ieva Budraitė (* 10. Januar 1992 in Alytus) ist eine litauische grüne Politikerin, Leiterin der Partei Lietuvos žaliųjų partija.

## Leben
Nach dem Abitur mit Auszeichnung 2010 am Jotvingių-Gymnasium Alytus absolvierte Ieva Budraitė von 2010 bis 2014 das Bachelorstudium der Politikwissenschaften und von 2014 bis 2016 das Masterstudium der Analyse der öffentlichen Politik an der Vilniaus universitetas in der litauischen Hauptstadt Vilnius. Von 2014 bis 2016 war sie Projektkoordinatorin beim Verband Šeimos planavimo ir seksualinės sveikatos asociacija. Von 2016 bis 2020 leitete Ieva Budraitė als Direktorin das Institut für Grüne Politik (Žaliosios politikos institutas) und war Verwaltungsleiterin der litauischen Grünenpartei.
Ab Oktober 2018 war sie stellvertretende Vorsitzende der LŽP.
Ieva Budraitė nahm bei den Kommunalwahlen in Litauen 2019 als Kandidatin zum Ratsmitglied der Stadtgemeinde Vilnius, bei der Europawahl in Litauen 2019 sowie der Parlamentswahl in Litauen 2020 teil, wobei sie Zweite in der Liste war.
Seit dem 21. November 2020 leitet sie als Vorsitzende die litauische Grünenpartei. Seit 2020 war sie Beraterin des Umweltministers Simonas Gentvilas.